# Рябининогадрос
Рябининогадрос (лат. Riabininohadros, буквально: гадрозавр Рябинина) — вымерший род анкилополлексиевых динозавров (вымершая клада птицетазовых динозавров) из маастрихта Крыма. Его типовой вид — Riabininohadros weberi, изменённый на Riabininohadros weberae.

## Открытие и история
Первоначально он был назван как вид Orthomerus, когда впервые был описан А. Н. Рябининым в 1945 году по элементам задних конечностей из безымянного образования маастрихтского возраста. Это название продержалось до 2015 года.